# Bahnstrecke Schwandorf–Furth im Wald
| |                      |                                     |                                     |
| Streckennummer (DB): | 5800                 |                                     |                                     |
| Kursbuchstrecke (DB): | 875                  |                                     |                                     |
| Kursbuchstrecke: | 423 (1946)           |                                     |                                     |
| Streckenlänge: | 67,203 km            |                                     |                                     |
| Spurweite: | 1435 mm (Normalspur) |                                     |                                     |
| Streckenklasse: | D4                   |                                     |                                     |
| Maximale Neigung: | 5 ‰                  |                                     |                                     |
| Minimaler Radius: | 584 m                |                                     |                                     |
| Streckengeschwindigkeit: | 130 km/h             |                                     |                                     |
| Streckengeschwindigkeit mit Neigetechnik: | 160 km/h             |                                     |                                     |
| Zugbeeinflussung: | PZB, ZUB122          |                                     |                                     |
| |                      |                                     |                                     |
| \| \| \| von Weiden (Oberpf) \| \| \| \| 0,000 \| Schwandorf \| 358,41 m \| \| \| \| nach Regensburg Hbf \| \| \| \| \| Werkbahn BBI Wackersdorf \| \| \| \| \| Bundesautobahn 93 \| \| \| \| 7,040 \| Wackersdorf (Oberpf) (Pv bis 1984) \| Wackersdorf (Oberpf) (Pv bis 1984) \| \| \| \| Industriegleis \| \| \| \| \| Industriegleis \| \| \| \| 12,739 \| Altenschwand (Pv bis 2001) \| 399,72 m \| \| \| \| von Rötz \| \| \| \| \| von Nittenau \| \| \| \| 20,129 \| Bodenwöhr Nord \| 378,65 m \| \| \| 24,500 \| Neukirchen-Balbini (bis 1984) \| 389,58 m \| \| \| 29,610 \| Neubäu \| 387,82 m \| \| \| 36,384 \| Roding \| 368,30 m \| \| \| 39,205 \| Pösing \| 364,46 m \| \| \| \| von Waldmünchen \| \| \| \| 48,035 \| Cham (Oberpf) \| 372,99 m \| \| \| \| Bundesstraße 22 \| \| \| \| 50,627 \| Cham (Oberpf) Schwedenschanze (Bft) \| Cham (Oberpf) Schwedenschanze (Bft) \| \| \| \| nach Bad Kötzting \| \| \| \| 54,880 \| Kothmaißling \| 376,74 m \| \| \| \| Bundesstraße 20 \| \| \| \| 58,859 \| Weiding \| 377,53 m \| \| \| 62,313 \| Arnschwang \| 389,44 m \| \| \| \| Bundesstraße 20 \| \| \| \| 67,203 \| Furth im Wald \| 404,57 m[2] \| \| \| \| nach Praha-Smíchov (vorm. BWB) \| \| \| \| \| \| \| \| Quellen: [3][4] \| \| \| \| |                      |                                     |                                     |
| Strecke |                      | von Weiden (Oberpf)                 | von Weiden (Oberpf)                 |
| Bahnhof | 0,000                | Schwandorf                          | 358,41 m                            |
| Abzweig geradeaus und nach rechts |                      | nach Regensburg Hbf                 | nach Regensburg Hbf                 |
| Abzweig geradeaus und nach rechts |                      | Werkbahn BBI Wackersdorf            | Werkbahn BBI Wackersdorf            |
| Strecke mit Straßenbrücke |                      | Bundesautobahn 93                   | Bundesautobahn 93                   |
| Dienststation / Betriebs- oder Güterbahnhof | 7,040                | Wackersdorf (Oberpf) (Pv bis 1984)  | Wackersdorf (Oberpf) (Pv bis 1984)  |
| Abzweig geradeaus und nach links |                      | Industriegleis                      | Industriegleis                      |
| Abzweig geradeaus und von rechts |                      | Industriegleis                      | Industriegleis                      |
| Dienststation / Betriebs- oder Güterbahnhof | 12,739               | Altenschwand (Pv bis 2001)          | 399,72 m                            |
| Abzweig geradeaus und ehemals von links |                      | von Rötz                            | von Rötz                            |
| Abzweig geradeaus und von rechts |                      | von Nittenau                        | von Nittenau                        |
| Bahnhof | 20,129               | Bodenwöhr Nord                      | 378,65 m                            |
| ehemaliger Bahnhof | 24,500               | Neukirchen-Balbini (bis 1984)       | 389,58 m                            |
| Bahnhof | 29,610               | Neubäu                              | 387,82 m                            |
| Bahnhof | 36,384               | Roding                              | 368,30 m                            |
| Haltepunkt / Haltestelle | 39,205               | Pösing                              | 364,46 m                            |
| Abzweig geradeaus und von links |                      | von Waldmünchen                     | von Waldmünchen                     |
| Bahnhof | 48,035               | Cham (Oberpf)                       | 372,99 m                            |
| Strecke mit Straßenbrücke |                      | Bundesstraße 22                     | Bundesstraße 22                     |
| Blockstelle | 50,627               | Cham (Oberpf) Schwedenschanze (Bft) | Cham (Oberpf) Schwedenschanze (Bft) |
| Abzweig geradeaus und nach rechts |                      | nach Bad Kötzting                   | nach Bad Kötzting                   |
| Bahnhof | 54,880               | Kothmaißling                        | 376,74 m                            |
| Strecke mit Straßenbrücke |                      | Bundesstraße 20                     | Bundesstraße 20                     |
| Haltepunkt / Haltestelle | 58,859               | Weiding                             | 377,53 m                            |
| Bahnhof | 62,313               | Arnschwang                          | 389,44 m                            |
| Strecke mit Straßenbrücke |                      | Bundesstraße 20                     | Bundesstraße 20                     |
| Bahnhof | 67,203               | Furth im Wald                       | 404,57 m                            |
| Strecke |                      | nach Praha-Smíchov (vorm. BWB)      | nach Praha-Smíchov (vorm. BWB)      |
| |                      |                                     |                                     |
| Quellen: |                      |                                     |                                     |

Die Bahnstrecke Schwandorf–Furth im Wald ist eine Hauptbahn in Bayern. Sie zweigt in Schwandorf von der Bahnstrecke Regensburg–Weiden ab und führt über Cham nach Furth im Wald, wo sie in die Bahnstrecke Plzeň–Furth im Wald einmündet.
Die Strecke ist Teil einer überregionalen Fernverbindung zwischen Deutschland und Tschechien.

## Geschichte
Die AG der Bayerischen Ostbahnen erhielt am 12. April 1856 von König Maximilian II die Konzession zum Bau der Strecke. Am 7. Januar 1861 wurde der erste Teilabschnitt von Schwandorf nach Cham eröffnet. Zwischen Cham und Furth im Wald folgte die Eröffnung am 20. September 1861. Einen Monat später am 15. Oktober 1861 erreichte die Bahnstrecke Pilsen–Furth im Wald diesen Bahnhof, so dass eine durchgängige Verbindung Nürnberg–Prag hergestellt wurde. Nachdem die Strecke 15 Jahre von den Bayerischen Ostbahnen AG betrieben wurde, ging sie durch Verstaatlichung der AG an die Königlich Bayerischen Staatseisenbahnen über. Zwischen 1892 und 1907 wurden insgesamt vier Nebenstrecken gebaut, die von dieser Hauptstrecke abzweigen. Im Bahnhof Cham (Oberpf) zweigen die beiden erstgebauten Bahnstrecken nach Bad Kötzting und nach Waldmünchen (Eröffnung: 1. August 1895) ab. In Bodenwöhr Nord zweigt seit dem 3. August 1896 die Bahnstrecke Bodenwöhr–Rötz ab, der am 5. November 1907 die Bahnstrecke Bodenwöhr–Nittenau folgte.

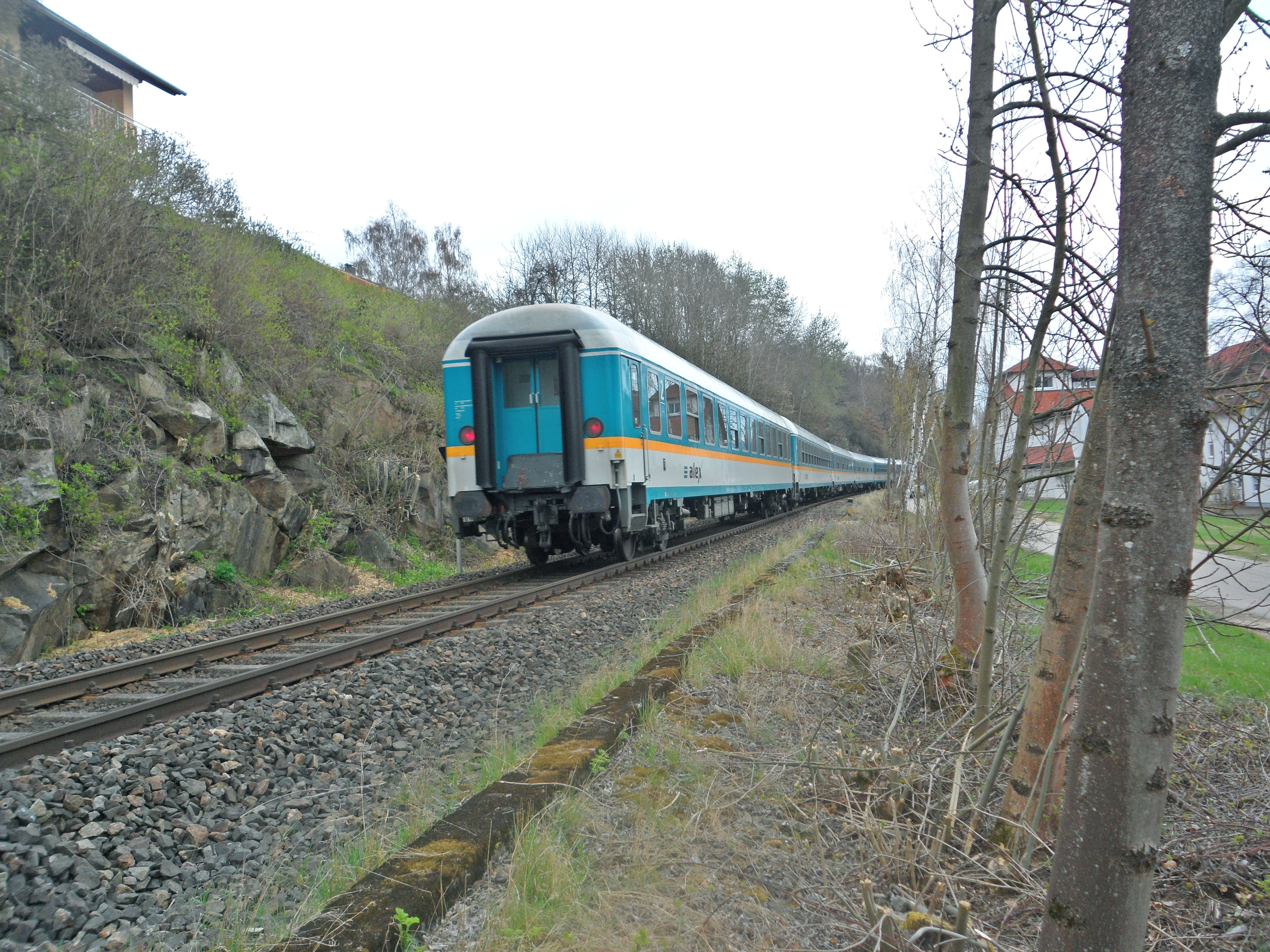
alex der DLB von München nach Prag (2012)

Seit 2001 wurde der Zugverkehr von der Regentalbahn AG (RAG) unter dem Namen Oberpfalzbahn im Auftrag der DB Regio betrieben. Nach dem Gewinn der Ausschreibung durch die Bayerische Eisenbahngesellschaft 2011 betreibt die Regentalbahn diese Strecke seit Dezember 2014 direkt im Auftrag des Aufgabenträgers.
Mit dem Umbau des Bahnhofs Cham in den 1970er Jahren richtete die Deutsche Bundesbahn den Bahnhofsteil Cham (Oberpfalz) Schwedenschanze ein und verlegte den Beginn der Strecke nach Kötzting in diesen.
Seit 2008 wurde mit der Initiative Donau-Moldau-Bahn die Schaffung einer Hochgeschwindigkeitsstrecke zwischen Pilsen und Regensburg gefordert. Hohe Kosten ließen dieses ambitionierte Vorhaben letztlich scheitern.
Aufgrund des ungenügenden Ausbauzustandes wurde 2012 der Fernverkehr Nürnberg–Prag durch die DB eingestellt und durch eigene Fernbusse ersetzt, die über die Bundesautobahn 6 verkehren und so deutlich kürzere Reisezeiten boten. Dieser IC-Bus wurde 2020 wieder eingestellt, sodass seitdem nur Nahverkehrsverbindungen via Cheb oder Schwandorf existieren.
Eine Elektrifizierung der Strecke wurde durch das Land Bayern für den Bundesverkehrswegeplan 2015 angemeldet. Das Projekt wurde in den Bundesverkehrswegeplan 2030 zunächst als Potenzieller Bedarf aufgenommen, also niedriger eingestuft als Nürnberg–Cheb. Im November 2018 stieg das Projekt in den Vordringlichen Bedarf auf. Im dritten Gutachterentwurf des Deutschlandtakts sind drei zweigleisige Begegnungsabschnitte zwischen Altenschwand und Bodenwöhr Nord, Cham und Cham Schwedenschanze sowie Weiding und Arnschwang vorgesehen. Dafür sind, zum Preisstand von 2015, Investitionen von 138,7 Millionen Euro vorgesehen. Im Frühjahr 2021 beauftragte das Bundesverkehrsministerium der DB Netz mit der Planung. Diese begann im Frühjahr 2022. Eine Eisenbahnbetriebswissenschaftliche Untersuchung ergab beim Infrastrukturkonzept zudem die Notwendigkeit für einen zweigleisigen Ausbau in den Abschnitten Wackersdorf–Altenschwand und Pösing–Cham sowie 740-Meter-Maßnahmen in Altenschwand und Furth im Wald.

## Streckenbeschreibung

### Verlauf
Die Strecke verlässt den Schwandorfer Bahnhof an seinem Südkopf und führt unter der Bundesautobahn 93 hindurch Richtung Osten aus dem Schwandorfer Becken hinaus, wobei Kreuzberg und Tannenschlag südlich umfahren werden. Nördlich von Wackersdorf, das sich rechts der Strecke befindet, erstreckt sich das Oberpfälzer Seenland, welches 1982 nach Aufgabe des Braunkohle-Tagesbaus entstand und an seinem Südsaum tangiert wird. Das Gelände der ehemaligen (geplanten) Wiederaufbereitungsanlage Wackersdorf liegt dabei unmittelbar rechts der Trasse bei Altenschwand. Ab hier verläuft die Strecke durch den Naturpark Oberer Bayerischer Wald, durchquert den Taxölderner Forst und erreicht den ehemaligen Eisenbahnknoten Bodenwöhr, an dem die heute stillgelegte Bahnstrecke nach Rötz abzweigte und das inmitten der Bodenwöhrer Bucht bereits im oberen Einzugsgebiet des Sulzbachs liegt. Auf der ebenfalls in Bodenwöhr abzweigenden Strecke nach Nittenau findet bis heute Güterverkehr statt.
Weiter führt die Trasse südostwärts in der weiten Senke durch den Neubäuer Forst und trifft bei Roding auf den Regen, dem sie weitgehend an seinem nördlichen Talflankenfuß bis Cham folgt. Bei Chammünster zweigt die Strecke von der Bahnstrecke Cham–Bad Kötzting nach Nordosten ab und folgt der Chamb an deren nordwestlichem Talhang durch die Cham-Further Senke bis Furth im Wald. Der dortige Bahnhof wurde an der Altstadt quer zur Senke der Kalten Pastritz angelegt, um die Fortführung nach Böhmen mit dem Anstieg auf den Kamm des Böhmerwaldes zu ermöglichen.

### Betriebsstellen
Roding
Von Juli bis Dezember 2014 wurde der Bahnsteig des Bahnhofs Roding in Richtung Westen verlegt und am neuen Standort eine Bus-Haltestelle zum Umstieg zwischen Bus und Bahn gebaut – dies erfolgte in Zusammenarbeit zwischen DB Station&Service und den Verkehrsbetrieben Roding. Der neue Mittelbahnsteig ist 170 m lang und hat eine Systemhöhe von 55 cm über Schienenoberkante. Der zuvor ebenerdige Bahnsteigzugang wurde durch eine Fußgängerüberführung ersetzt, so dass keine Reisendensicherungsmaßnahmen mehr durchgeführt werden müssen.
Furth im Wald
Der Grenzbahnhof Furth im Wald wurde 2020 barrierefrei umgebaut. Die Deutsche Bahn entschied sich für einen Inselbahnsteig, der durch eine Überführung mit Aufzug barrierefrei erreichbar ist. Anschließend wurde auch der Hausbahnsteig mit einer Höhe von 55 Zentimetern neugebaut.

## Verkehr

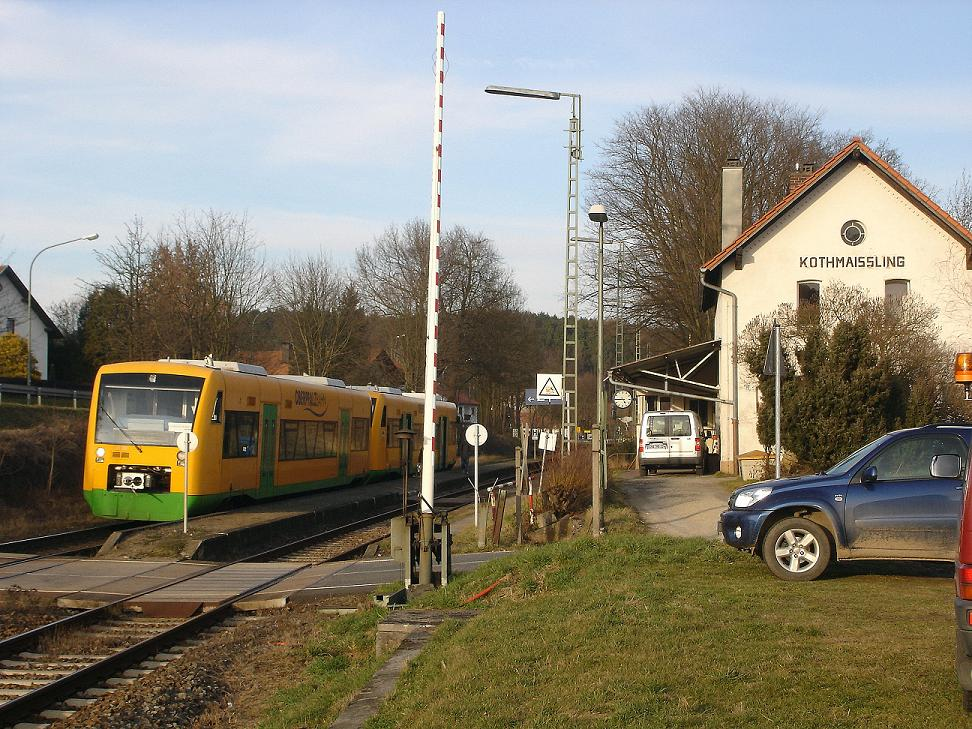
Regio-Shuttle im Bahnhof Kothmaißling

Bis in die 1970er Jahre erbrachten Dampflokomotiven den größten Teil der Verkehrsleistung. Hier waren diverse bayerische Länderbahntypen sowie Einheitslokomotiven der Deutschen Reichsbahn anzutreffen. In den 1950er Jahren wurden die ersten Dieseltriebwagen eingesetzt. Unter anderem der VT 66 der WUMAG.
Die Regionalbahnen auf dieser Linie werden mit Dieseltriebwagen vom Typ Stadler Regio-Shuttle RS1 gefahren. Neben den Regio-Shuttle sollten auch zweiteilige Triebwagen des Typs LINK II zum Einsatz kommen. Aufgrund von Zulassungsproblemen kamen jedoch nicht PESA LINK II zum Einsatz, sondern es wurden Alstom Lint 41 bestellt, die seit Mitte 2016 nicht auf dieser Strecke, sondern anderweitig im Netz der Oberpfalzbahn, eingesetzt werden.
Täglich befahren sieben alex-Zugpaare zwischen München und Prag die Strecke. Zwischen Nürnberg und Furth im Wald verkehren außerdem zwei Regional-Express-Zugpaare der DB Regio Bayern, für die Neigetechnik-Dieseltriebwagen der Baureihe 612 eingesetzt werden.